# Михаил (Дикий)
Монах Михаил (в миру Симеон Петрович Дикий; ок. 1900 — не позднее 1994, Аргентина) — бывший епископ Северо-Американской митрополии с титулом Буэнос-Айресский и Аргентинский.

## Биография
Участник Белого движения на Юге России в частях дроздовской артиллерии, подпоручик. Эмигрировал в Чехословакию. Окончил Политехнический институт в Праге, работал инженером.
В 1928 году вступил в братию обители преподобного Иова Почаевского в Ладомировой, где был пострижен в монашество и принял священнический сан.
Был настоятелем кафедрального собора в Мукачеве, членом Свято-Князь-Владимирского братства.
В 1934 году переехал во Францию, где 21 декабря 1934 года принят в клир Западно-Европейского экзархата Константинопольского патриархата и поступил в Свято-Сергиевский православный богословский институт в Париже.
В 1935 году, прервав обучение, переехал в Братиславу, 6 апреля того же года получил от митрополита Евлогия (Георгиевского) должность настоятеля Никольского храма и миссионера в Братиславе. Окормял русские православные приходы в городах Банска-Бистрица и Нитра.
Митрополит Евлогий так отзывался о нём: «О. Михаил тип монаха-аскета, монаха-мистика, миссионера. Все настоятели Братиславского прихода по своему духовному типу одинаковы: пламенная вера, мистический склад души, аскетические подвиги, ревностное, до самоотверженности, отношение к долгу. Из них наиболее склонен к мистической жизни о. Михаил».
22 апреля 1939 года возведён в сан игумена, а 10 октября 1940 года — в сан архимандрита.
Городским главой Банска-Быстрицы были предоставлены помещения в центре города, и 22 июня 1941 года архимандрит Михаил освятил постоянную православную церковь (ранее богослужения проходили в случайных помещениях) и русскую школу с преподаванием Закона Божия.
В годы войны братиславский приход заготовил большое количество нательных крестиков для раздачи остарбайтерам, а также отправил в Россию несколько священнических облачений и разнообразную церковную утварь.
В конце войны переехал в Западную Германию, где в 1945—1947 годах обслуживал разные церкви при лагерях перемещённых лиц в Регенсбурге и затем в Пассау в Западной Германии. Из Германии письменно вошёл в контакт с митрополитом Евлогием (Георгиевским). 5 ноября 1945 года митрополитом Евлогием (Георгиевским) назначен настоятелем общин при лагерях беженцев в Регенсбурге и Пассау.
Затем перешёл в ведение Русской православной церкви заграницей (РПЦЗ) и в 1947 году был послан первоиерархом РПЦЗ митрополитом Анастасием (Грибановским) в Южную Америку.
Прибыв в Буэнос-Айрес, недолгое время прослужил помощником настоятеля Троицкого храма. Затем с 10 ноября 1947 года по 19 июня 1950 года служил настоятелем Воскресенской кафедральной церкви в Буэнос-Айресе и председателем епархиального совета Буэнос-Айресской епархии РПЦЗ. Конфликтовал с архиепископом Пантелеимоном (Рудыком), назначенным правящим архиереем данной епархии.
Местным архиереем был обвинён в «ереси имябожничества». 18 июля 1950 года был запрещён в священнослужении Архиерейским синодом РПЦЗ.
2 августа 1950 года Северо-Американской митрополией оправдан от обвинений и принят в её юрисдикцию, Южноамериканские приходы которой возглавлял протопресвитер Константин Изразцов.
Был настоятелем Воскресенской церкви в Буэнос-Айресе. В Аргентине отцу Михаилу пришлось обустраивать жизнь множества послевоенных русских беженцев из Китая и Европы, снять и содержать дом-убежище для новоприбывших нищих и немощных. Развившееся после войны разделение в среде русских православных верующих усугубило тяжёлое положение общины, которая, тем не менее, продолжала содержать приют-убежище с садом и храм в Буэнос-Айресе. По словам архиепископа Буэнос-Айресского в ведении Зарубежной церкви Афанасия (Мартоса), к концу 1950-х годов архимандрит Михаил священствовал в Буэнос-Айресе, имел малый приход и не вступал в конфликт с епархиальной жизнью приверженцев Зарубежной церкви.
На Архиерейском соборе РПЦЗ в октябре 1959 года архиепископ Афанасий (Мартос) отмечал: «Архимандрит Михаил Дикий в настоящее время никакого авторитета не имеет. 90 % русских в Буэнос-Айресе принадлежат к нашей Церкви».
11 декабря 1960 года хиротонисан во епископа Буэнос-Айресского на правах викарного епископа. Хиротонию возглавил митрополит Леонтий (Туркевич). В Протоколе Приходского Собрания «Ассоциации» Троицкой церкви от 26 марта 1961 года, составленном на испанском языке, выносится решение, что назначение Михаила Дикого епископом Буэнос-Айреса никак не может быть принять Ассоциацией, в виду его «возмутительного и разрушительного» поведения. Ассоциация принимает решение: порвать с юрисдикцией Североамериканской митрополии и выйти из нее, перейдя в подчинение Архиерейского Синода РПЦЗ.
В сентябре 1965 году на Всеамериканском соборе участвовал в выборах первоиерарха Северо-Американской митрополии, где получил 18 голосов.
24 сентября 1965 года этот же Собор назначил его правящим архиереем Аргентинской епархии.
Около того же времени он обратился к православной пастве митрополии с воззванием о помощи. В его ведении на тот момент находились несколько храмов и приют в Буэнос-Айресе, ряд приходов на севере Аргентины и разбросанные общины в Бразилии, Перу и Венесуэле.
30 марта 1967 года за переход в самостийную юрисдикцию в 1966 году, нарушение церковных канонов и непослушание был лишён сана Архиерейским собором Северо-Американской митрополии.
Скончался не позднее 1994 года в Аргентине, о чём на Архиерейском соборе в июне 1994 года доложил епископ Буэнос-Айресский Иоанн (Лёгкий): «Он просил встретиться с епископом Иоанном, намереваясь вернуться в Зарубежную Церковь и причаститься перед смертью. Однако, когда пришел к нему Епископ Иоанн с запасными Дарами, он имел на груди панагию и о причащении даже не заговорил».